# CWDM
CWDM (ang. Coarse Wavelength Division Multiplexing) – technika zwielokrotnienia w dziedzinie długości fali, wykorzystywana w technice transmisji światłowodowej. Dwie najważniejsze rekomendacje ITU-T definiujące technikę zwielokrotnienia falowego CWDM to G.694.2 (Spectral grids for WDM applications: CWDM wavelength grid) oraz G.695 (Optical  interfaces  for  coarse  wavelength  division multiplexing  applications).
Rekomendacja G.694.2 definiuje 18 kanałów CWDM, od 1271 nm do 1611 nm, z odstępem międzykanałowym równym 20 nm (warte zwrócenia uwagi jest wzajemne przesunięcie nominalnych fal centralnych laserów i filtrów CWDM o 1 nm, w celu symetryzacji temperaturowego okna pracy). Tradycyjnie, kanały 1371 nm i 1391 nm były rzadko używane, ze względu na występowanie tzw. piku wodnego we włóknach światłowodowych starego typu. W chwili obecnej jednak jakość włókien standardu G.652.D pozwala na wykorzystywanie pełnych 18 kanałów CWDM. W pewnych sytuacjach problematyczne może być stosowania niskich kanałów (1271 nm i 1291 nm), gdyż niektóre włókno G.652.D niskiej jakości może nie gwarantować jednomodowości w tym regionie. Stosowanie transmisji CWDM na innych typach włókien jednomodowych (np. G.655) wymaga uwagi i ostrożności, gdyż nie wszystkie kanały CWDM mogą być wspierane ze względu na własności dyspersyjne, profil spektralny tłumienności lub długość fali odcięcia. 
Długość łącza CWDM w większości przypadków ograniczona jest budżetem mocy. W rzadkich przypadkach dla łączy 10G istotne jest również ograniczenie dyspersyjne. Dostępny budżet mocy dla łączy 1G wynosi nawet do 40 dB, dla łączy 10G rzadko przekracza 24 dB. Przekłada się to na zasięgi łącza. Rekomendacja G.695 zaleca przyjmowanie do obliczeń najgorszych wartości tłumienności jednostkowej włókna światłowodowego 0.43 dB/km dla długości fali 1310 nm (tzw. drugie okno transmisyjne) i 0.27 dB/km dla 1550 nm (trzecie okno transmisyjne). W zależności od tłumienia zastosowanych multiplekserów i demultiplekserów (typowe wartości sięgają od 1 dB do nawet 4 dB), przekłada się to na długości łącza ponad 100 km dla transmisji 1G. Jakkolwiek rzadko stosowana, możliwa jest optyczna regeneracja łączy CWDM, zwłaszcza kanałów 1531 nm i 1551 nm, mieszczących się w regionie wzmocnienia typowych wzmacniaczy optycznych EDFA.
Jakkolwiek typowo łącza CWDM wykorzystują dwa włókna transmisyjne (każde do przesyłu sygnału w jedną stronę), to możliwe jest zestawienie dupleksowego łącza CWDM na pojedynczym włóknie. W większości wypadków oznacza to ograniczenie pojemności łącza o połowę (czyli możliwość zestawienia do 9 transmisji dupleksowych, zamiast normalnie dostępnych 18). W specyficznych przypadkach możliwe jest wykorzystanie tych samych długości fal do transmisji w obydwu kierunkach, zawsze wtedy jednak należy wykonać projekt łącza, aby oszacować wpływ rozpraszania Rayleigha.
System CWDM umożliwia użycie laserów nie wyposażonych w termoelektryczny element chłodzący, co prowadzi do obniżenia kosztów w stosunku do systemu DWDM. Obecnie najczęściej stosowane są zintegrowane nadajniki i odbiorniki optyczne w postaci modułów (wkładek, ang. transceiver). Inne czasem stosowane w łączu CWDM elementy aktywne to wzmacniacze optyczne EDFA. Jeżeli chodzi o elementy pasywne stosowane w łączach CWDM to są to przede wszystkim multipleksery i demultipleksery, a także filtry add/drop (ang.  fixed optical add/drop multiplexer, FOADM), jak również cyrkulatory, izolatory optyczne, moduły kompensacji dyspersji DCM i sprzęgacze optyczne.